# Aceton
Aceton (propanon, dimetylketon) med formeln CH3(CO)CH3 är den enklaste formen av en keton.

## Egenskaper
Aceton är en färglös, flyktig (kokpunkt 56 °C) vätska med sötaktig doft. Aceton är mycket brandfarligt och ångorna kan vara irriterande för ögonen. Aceton är ett mycket bra lösningsmedel med förmåga att lösa många plaster, fetter, oljor samt organiska föreningar i allmänhet. Aceton är i alla proportioner blandbart med vatten.

## Framställning
Aceton upptäcktes omkring år 1600 av alkemister som torrdestillerade kalciumacetat eller blyacetat. Idag tillverkas aceton industriellt genom oxidation av isopropylbensen (kumen) med peroxider. Samtidigt fås fenol fram. Eftersom det är svårt att balansera behovet av fenol och aceton så tillverkas även aceton genom dehydrogenering av isopropanol, men inte i lika stor omfattning.

## Användning
Aceton bildar vid reaktion med fenol en förening kallad bisfenol A vilken i sin tur används vid framställning av polykarbonat, polyuretan och epoxiplaster. Stora mängder aceton används som lösningsmedel för acetylen i gasbehållare. Aceton brukas även som lösningsmedel i färger, lacker, limmer, färgborttagningsmedel och i borttagningsmedel för nagellack. 

## I kroppen
Människan bildar naturligt små mängder aceton genom nedbrytning av fett. Vid svält och diabetes, (även i fall med strikt LCHF-kost), då kolhydratnivåerna kraftigt sjunker, kan acetonproduktionen öka till den grad så att vederbörande kan förnimma smaken i munnen och känna det i lukten av sin egen svett. Även andra ketoner som acetoacetat och beta-hydroxibutyrat bildas, vilka orsakar ketoacidos vilket är ett tillstånd av för surt blod. Aceton i sig är inte protolyserbar i vattenlösning och påverkar därför inte blodets pH.  Aceton är ett så pass flyktigt ämne att det kan utsöndras via utandningsluften.
Liknande effekt drabbar andra svältande ryggradsdjur, exempelvis nötkreatrur som får för lite foder.  Behandling sker via sockerlösning direkt i blodet, eller genom att ge ett energirikt foder.

## Avfallshantering

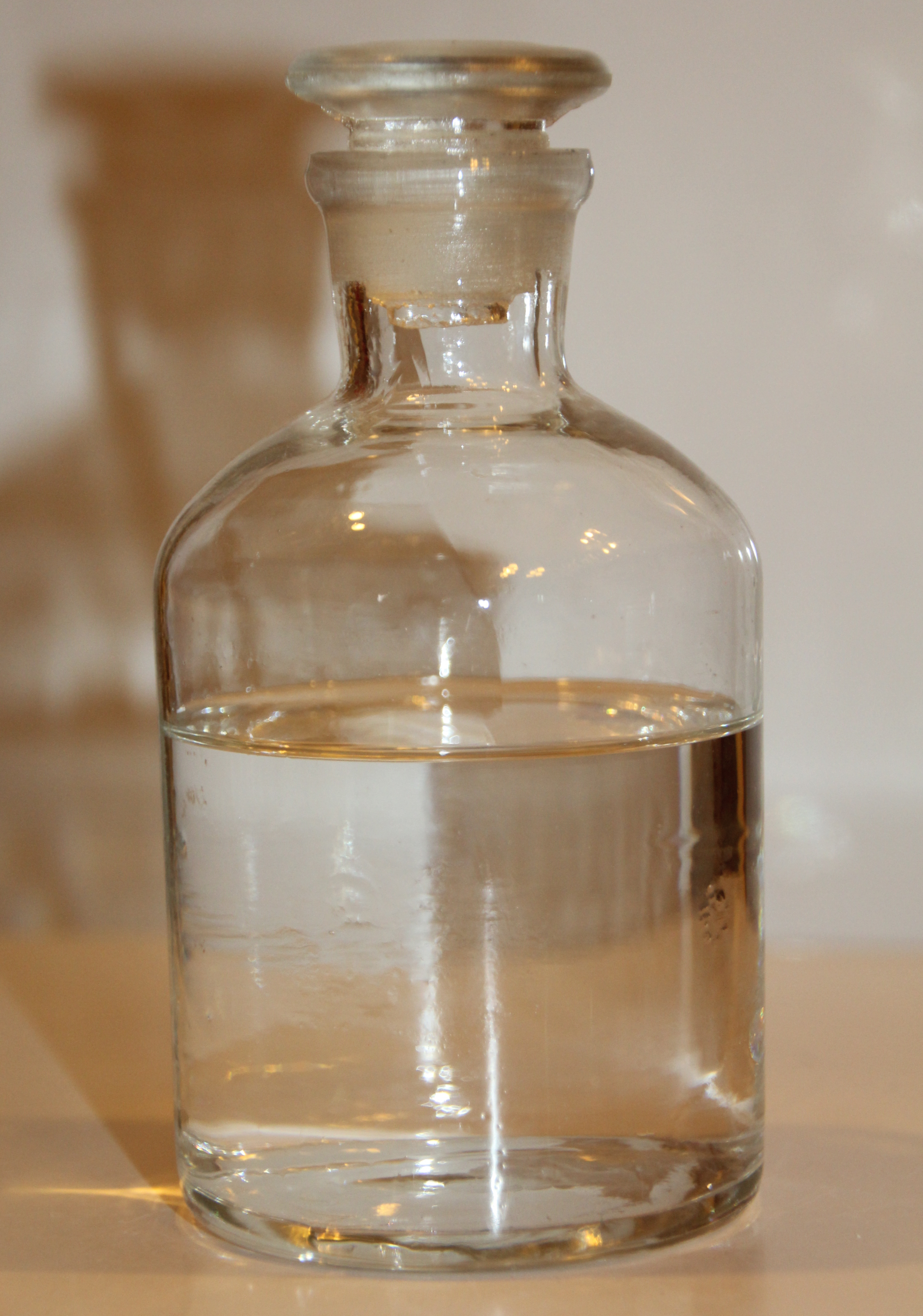

Från myndighetshåll anses aceton vara ett önskvärt substitut för många andra organiska lösningsmedel, eftersom det är tämligen ogiftigt och snabbt nedbrytbart i miljön. Likväl ska det inte kastas i soptunnan eller i avloppet. Aceton ska lämnas som farligt avfall till kommunens insamling av farligt avfall, exempelvis till en bemannad återvinningscentral.